# Chicago „L”

Sieć metra w Chicago

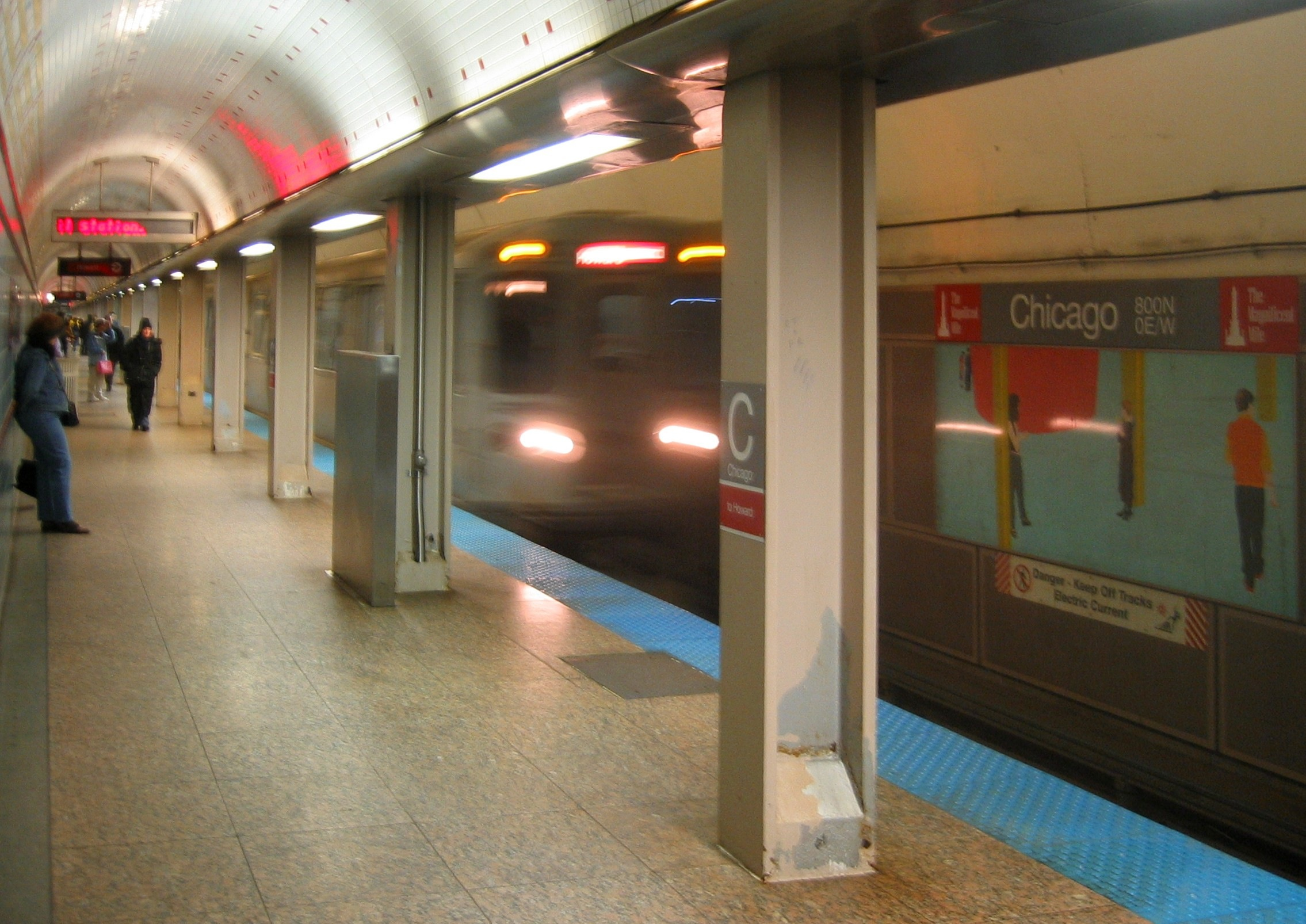
Stacja podziemna na linii czerwonej

Chicagowska kolej metropolitalna (ang. Chicago Transit Authority w skr. CTA albo Chicago "L" od elevated, nadziemna) – składa się z ośmiu linii o łącznej długości 170,6 kilometrów, w tym:
- 91,9 km jako kolej nadziemna
- 59,4 km jako kolej naziemna
- 19,5 km jako kolej podziemna (metro właściwe).

Pierwsza linia (zielona) została otwarta w 1892. Obecnie istnieje osiem linii, a dwie z nich, tj. czerwona i niebieska, funkcjonują 7 dni w tygodniu przez 24 godziny.

## Linie metra
| Linia                                           | typ linii          | Liczba stacji | Długość linii w km | Trasa                                                    |
| ----------------------------------------------- | ------------------ | ------------- | ------------------ | -------------------------------------------------------- |
| czerwona State Street Subway                    | naziemno-podziemna | 32            | 35                 | Howard – śródmieście – Dan Ryan                          |
| niebieska Milwaukee – Dearborn                  | naziemno-podziemna | 33            | 45                 | Port lotniczy Chicago-O’Hare – śródmieście – Forest Park |
| brązowa Ravenswood Line                         | naziemno-nadziemna | 19            | 18                 | Kimball – śródmieście                                    |
| zielona                                         | nadziemna          | 31            | 30                 | Harlem – śródmieście – Ashland/Cottage Grove             |
| pomarańczowa Midway Line                        | naziemno-nadziemna | 17            | 21                 | śródmieście – Port lotniczy Chicago-Midway               |
| różowa Douglas Branch i Paulina Connector       | naziemno-nadziemna | 22            | 18                 | śródmieście – Cermak                                     |
| fioletowa Evanston Shuttle lub Evanston Express | naziemno-nadziemna | 9             | 6                  | Linden – Howard                                          |
| żółta Skokie Swift                              | naziemna           | 2             | 8                  | Howard – Dempster/Skokie                                 |